# رحمه (العقبة)
رحمه منطقة سكنية تقع في لواء قصبة العقبة، محافظة العقبة في الأردن. تنتمي المنطقة لقضاء وادي عربة الذي يضم 7 مناطق. يقدر عدد سكانها بـ 1354 نسمة حسب إحصاء 2015.

## الوصلات الخارجية
- دائرة الاحصاءات العامة